# Semenre
Semenre, cũng là Smenre or Semenenre, là một vị pharaoh được chứng thực nghèo nàn của Thebes trong Thời kỳ Chuyển tiếp thứ Hai của Ai Cập, ông đã kế vị một vị vua cũng ít được biết đến không kém là Nebiriau II. Ông đã cai trị từ năm 1601 tới 1600 TCN (Kim Ryholt) hoặc khoảng 1580 TCN (Detlef Franke) và là một thành viên của vương triều thứ 16 (Ryholt) hoặc vương triều thứ 17 (Franke).
Chỉ có tên ngai của ông được biết đến, nó được khắc trên một đầu rìu bằng đồng-thiếc nhưng lại không rõ nguồn gốc, và ngày nay nằm tại bảo tàng Petrie, London (UC30079). Ông có thể cũng đã được ghi lại trên cuộn giấy cói Turin (11.7).

Semenre đã được kế vị bởi Seuserenre Bebiankh ông ta đã để lại nhiều vết tích về các dự án xây dựng và những hoạt động khai thác mỏ dưới triều đại của mình nhiều hơn bất cứ vị vua nào thuộc triều đại này ngoại trừ Djehuti.